# Mīr Daryāsar
Mīr Daryāsar (persiska: میر دریاسر) är en ort i Iran.   Den ligger i provinsen Gilan, i den norra delen av landet, 210 km nordväst om huvudstaden Teheran. Antalet invånare är 221.
Terrängen runt Mīr Daryāsar är mycket platt.  Närmaste större samhälle är Lāhījān, 17,0 km väster om Mīr Daryāsar. Trakten runt Mīr Daryāsar består till största delen av jordbruksmark.